# Риттер, Карл Готфрид
Карл Готфрид Риттер (нем. Karl Gottfried Ritter; 8 октября 1830, Нарва — 9 октября 1891, Верона) — немецкий драматург. Брат дирижёра, композитора и либреттиста Александра Риттера.

## Биография
Родился в семье немецкого торговца, работавшего в Санкт-Петербурге и Эстляндии. После смерти отца семья в 1841 г. перебралась в Дрезден, где с матерью братьев Риттеров Юлией Риттер сдружился Рихард Вагнер, оказавший как на Александра, так и на Карла огромное влияние. Риттер изучал философию в Лейпцигском университете, одновременно занимаясь музыкой под руководством Роберта Шумана и Фердинанда Хиллера. В 1848 г. Риттер, вместе со своим старшим другом Вагнером, принял активное участие в революционных волнениях, а затем отправился вместе с ним в изгнание в Швейцарию, позднее (в 1858 или 1859 г.) обосновавшись в Италии.
Долгая работа Риттера как драматурга была связана, главным образом, с историческими драмами и не отмечена особым успехом, однако его ранняя драма «Тристан» стала одним из важных источников оперы Вагнера «Тристан и Изольда»: согласно собственным позднейшим воспоминаниям Вагнера, именно знакомство с «Тристаном» Риттера, где автор уделил максимум внимания наиболее бурным перипетиям любовного сюжета, заставил его увидеть историю героев в совершенно противоположном свете, как глубокую внутреннюю трагедию.
По предложению Вагнера Риттер спустя много лет обобщил свой практический опыт работы с театрами в книге «Теория немецкого театрального искусства» (нем. Theorie des deutschen Schauspiels; 1880).